# Ectropotheciella distichophylla
Ectropotheciella distichophylla là một loài Rêu trong họ Hypnaceae. Loài này được (Hampe ex Dozy & Molk.) M. Fleisch. mô tả khoa học đầu tiên năm 1923.